# Tokatspor
Tokatspor ist ein türkischer Fußballverein in Tokat. Der Verein, der die Farben Burgund-Weiß trägt, ist in der Saison 2020–2021 in die Amateurliga abgestiegen.

## Stadion
Tokatspor trägt seine Spiele im Gaziosmanpaşa-Stadion aus, das 1984 mit einer Kapazität von 5762 Personen im Stadtzentrum von Tokat stattfand.
Auf allen vier Seiten des Gaziosmanpaşa-Stadions gibt es Tribünen. Die Tribüne in südwestlicher Richtung ist überdacht.
Transport: Wer von außerhalb der Stadt anreist, kann den Tokat Omnibus Terminal in 5 Minuten zu Fuß (600 Meter) erreichen. Wer aus Richtung Sivas kommt, kann die Vorderseite des Stadions erreichen, indem er dem Gaziosmanpaşa Boulevard (Autobahn D850) folgt. Wer aus Richtung Amasya kommt, kann das Stadion erreichen, indem er dem Gouverneur-Zekai Gümüşdiş Boulevard (Autobahn D180) folgt.

## Erfolge
- 3. Liga: 2008–2009, 2009–2010, 2012–2013 Play Off
- 4. Liga: 2000–2001, 2007–2008 Champion, 2005–2006 Play Off

## Liga Herausforderungen
- 1. Liga: –
- 2. Liga: 1980–1983
- 3. Liga: 2001–2003, 2006–2007, 2008, 2019
- 4. Liga: 1969–1980, 1984–2001, 2003–2006, 2007–2008, 2019–2021
- 5. Liga: 2021–2022
- Amateur Liga: 1983–1984, 2022–